# Anisoplia villosa
Anisoplia villosa – gatunek chrząszcza z rodziny poświętnikowatych i podrodziny rutelowatych. Zamieszkuje Europę.

## Taksonomia
Gatunek ten po raz pierwszy opisał w 1777 roku Johann August Ephraim Goeze pod nazwą Scarabaeus villosus.

## Morfologia
Chrząszcz o owalnym w zarysie ciele długości od 9 do 11 mm. Głowa i przedplecze są czarne z lekkim połyskiem metalicznym, porośnięte stosunkowo długimi, odstającymi włoskami.  Głowa ma przód nadustka przekształcony w szeroką blaszkę oraz ciemię zaopatrzone w podłużną, wgłębioną linię. Pokrywy są żółtobrunatne do czerwonobrunatnych z czarnymi plamkami lub paskami o zmiennych liczbie, kształcie i położeniu. Powierzchnia pokryw ma lekko wgłębione rzędy i lekko wysklepione międzyrzędy. W tyle pokryw występują włoski długie i krótkie, na przedzie zaś wszystkie włoski są jednakowej długości. Ogólnie owłosienie pokryw jest dość gęste i odstające. Krawędzie pokryw pozbawione są szczecinek. Samica ma boczne krawędzie pokryw z żeberkowatymi zgrubieniami poniżej guzów barkowych, natomiast u samca brak takich zgrubień. Odnóża są czarne, jasno owłosione. U samca stopy są stosunkowo krótkie i przysadziste, z wcięciem przy nasadzie ostatniego członu, u samicy zaś cieńsze, dłuższe i bez takiego wcięcia. Na pygidium występują długie włoski, u jego szczytu formujące zagęszczoną kępkę. Spód ciała jest czarno ubarwiony i jasno owłosiony.

## Ekologia i występowanie

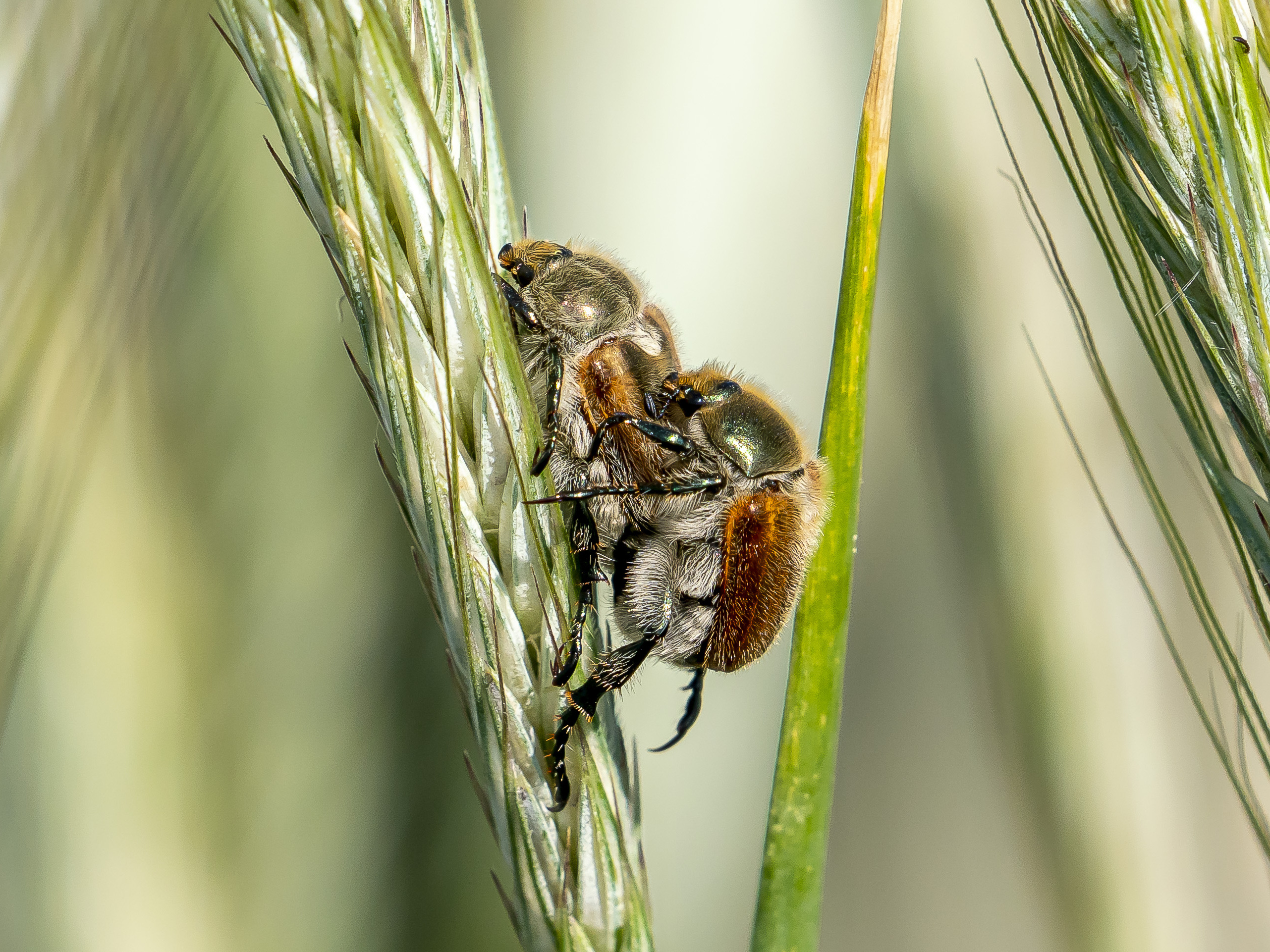
Kopulacja

Owad ciepłolubny, preferujący otwarte tereny o piaszczystym podłożu. Zasiedla doliny rzek, polany, skraje lasów i pola uprawne. Aktywne osobniki dorosłe spotyka się od maja do sierpnia.
Gatunek palearktyczny, europejski, znany z Hiszpanii, Francji, Belgii, Holandii, Niemiec, Szwajcarii, Włoch, Czech, Słowacji i Rumunii. W Polsce notowany w XIX wieku i na początku XX wieku na Śląsku. Na „Czerwonej liście zwierząt ginących i zagrożonych w Polsce” umieszczony został jako gatunek przypuszczalnie wymarły (EX?). Z kolei na „Czerwonej liście gatunków zagrożonych Republiki Czeskiej” ma status gatunku narażonego na wymarcie (VU).